# Tharrhalea luzonica
Tharrhalea luzonica là một loài nhện trong họ Thomisidae.
Loài này thuộc chi Tharrhalea. Tharrhalea luzonica được Ferdinand Karsch miêu tả năm 1880.